# Christian Ludvig Tillisch
Christian Ludvig Tillisch (* 28. Juli 1797 in Christiansfeld/Dänemark; † 13. September 1844 in Gram ebenda; auch Christian Ludwig Tillisch) war ein dänischer Jurist und hochrangiger Regierungsbeamter.

## Biographie

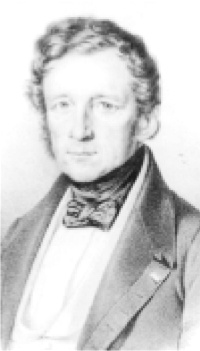
Christian Ludvig Tillisch, enger Vertrauter von Christian VIII.

Christian Ludvig war der Sohn von Oberst Georg Wilhelm Tillisch (1760–1845) und Augusta Elisabeth von Stemann (1770–1835). 1830 heiratete er Comtesse Henriette Vilhelmine Lerche-Lerchenborg (1801–1887). Zusammen hatten sie die Kinder Christian Frederik Tillisch (1833–1900), Auguste Elisabeth Tillisch (1835–?), Cornelia Emma Sophie Louise Tillisch (1837–1904) und Frederik „Fritz“ Georg Christopher Christian Tillisch (1841–1900).
Nach seinem Abitur 1816 studierte er Jura und machte 1820 sein Staatsexamen. In der Folge war er Jurist in der dänischen Rentenkammer und bekam den Titel eines Kammerjunkers. Von 1825 bis 1830 war Christian Ludvig Tillisch Amtmann der Färöer mit Sitz in Tórshavn. Auf den Färöern gilt Christian Ludvig Tillisch als Begründer der Landesbibliothek der Färöer. Sein Bruder Frederik Tillisch folgte ihm in seinem Amt als Gouverneur der nordatlantischen Inselgruppe nach. Beide werden dort als weitblickende Männer angesehen, die sich früh für die Aufhebung des dänischen Handelsmonopols einsetzten, allerdings ohne unmittelbaren Erfolg.
Wieder zurück in Dänemark wurde Christian Ludvig Tillisch 1830 Amtmann von Aabenraa und Løgumkloster. 1835 und 1838 war er Deputierter von Frederik VI. auf den ersten beiden Ständeversammlungen der Färöer. Am 15. April 1841 ernannte ihn Christian VIII. zum Kabinettssekretär, wodurch er enger Vertrauter des Monarchen wurde und erheblichen Einfluss auf ihn gehabt haben soll. Politisch war er ein Konservativer, der sowohl im Gegensatz zu den Eiderdänen als auch zur deutschen Nationalbewegung in Schleswig-Holstein stand.
Christian Ludvig Tillisch verstarb 1844 im Alter von nur 47 Jahren an einem Herzschlag auf einer Reise an Seiten des Königs durch das Herzogtum Schleswig. Christian VIII. bezeichnete das damals als einen „tiefen Verlust“ und schätzte den Wert von Tillischs Kenntnis der komplizierten Verhältnisse in den Herzogtümern als unersetzlich und letztlich „nicht in Worte fassbar“ ein.
Christian Ludvig Tillisch wurde 1843 mit der Komtur des Dannebrogordens ausgezeichnet.